# Back to the Woods (film, 1918)

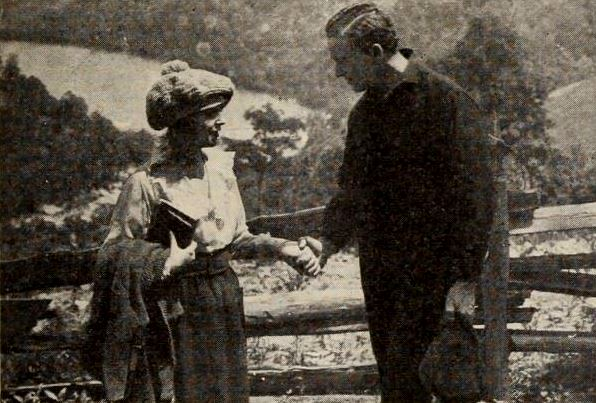
Mabel Normand et Herbert Rawlinson dans une scène du film.

Pour les articles homonymes, voir Back to the Woods.
Back to the Woods est un film américain réalisé par George Irving, produit par Goldwyn Pictures et sorti en 1918.

## Synopsis
Une jeune citadine part à la campagnes pour vivre une vie champêtre. Elle est remarquée par un jeune écrivain, qui simule son enlèvement, de sorte qu'il puisse venir la sauver. Dans une bagarre il est blessé, elle le soigne, et ils sont attirés l'un par l'autre.

## Fiche technique
- Réalisation : George Irving
- Scénario : J. Clarkson Miller
- Production : Goldwyn Pictures
- Décors : Hugo Ballin
- Distributeur : Goldwyn Distributing
- Durée : 50 minutes
- Date de sortie : 
  - États-Unis : 28 juillet 1918

## Distribution
- Mabel Normand : Stephanie Trent
- Herbert Rawlinson : Jimmy Raymond
- T. Henderson Murray : Stephen J. Trent
- Arthur Housman : Bill Andrews
- James Laffey